# Cérès (entreprise)
Pour les articles homonymes, voir Cérès.
Cérès était une entreprise française créée en 1903 par Joseph de Bucy.

## Présentation

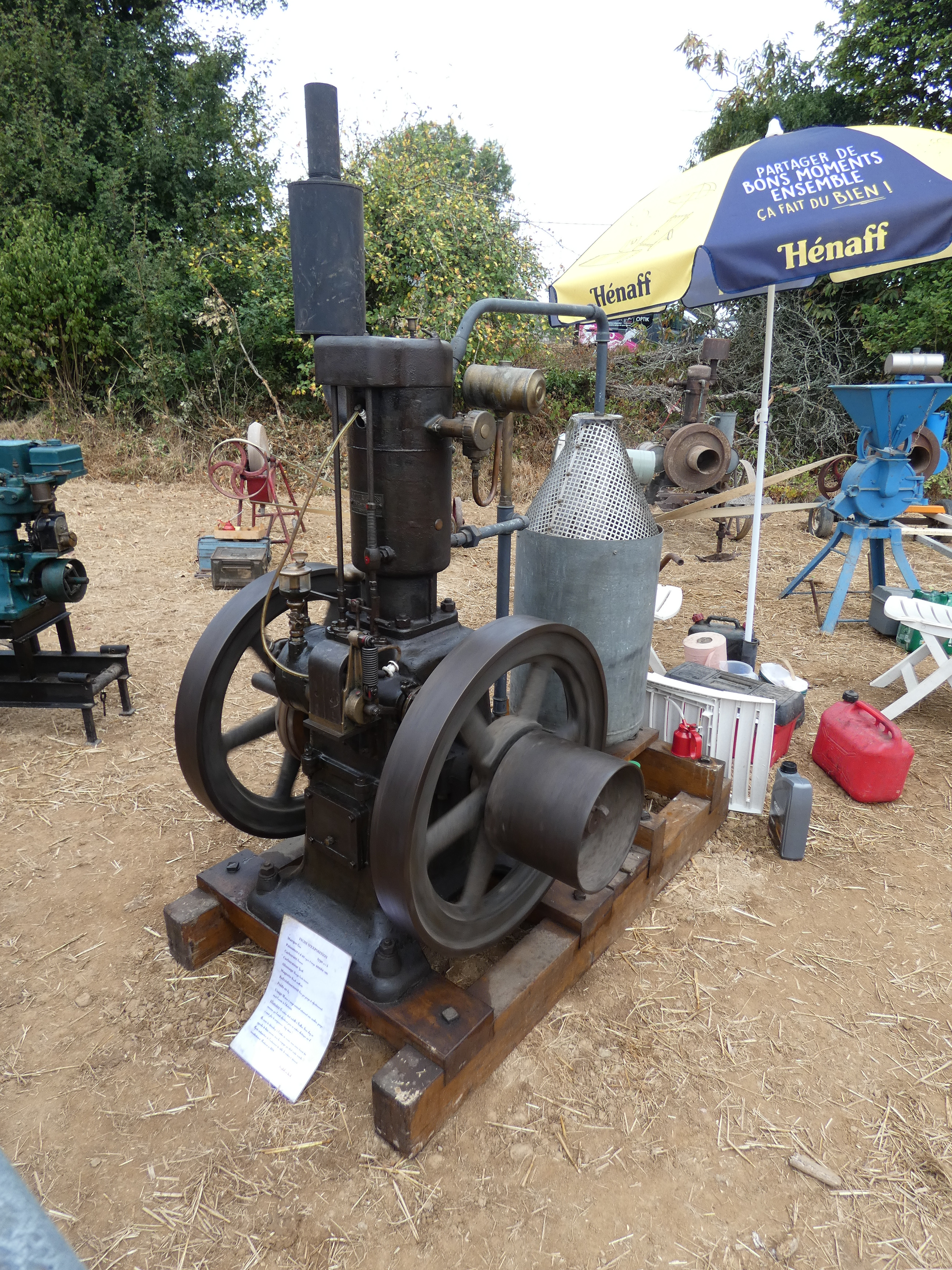
Moteur agricole datant de 1920, restauré en 2004.

Installée sur la commune de Bar-sur-Aube, elle était spécialisée dans la fabrication de moteurs pour machines agricoles. Vers 1905, l'entreprise se lance dans la construction de camions automobiles avec des moteurs Cérès à deux et quatre cylindres. En 1952, la société Cérès décide de fabriquer ses propres tracteurs sous la marque Champion. Elle cessera cette activité en 1960 se recentrant sur la fabrication de groupes électrogènes. L'entreprise disparaît en 1992,.